# Sunith Thakur
Sunith Thakur (10 de septiembre de 1970) es una deportista india que compitió en judo. Ganó una medalla de bronce en el Campeonato Asiático de Judo de 1995 en la categoría de –52 kg.

## Palmarés internacional
| Campeonato Asiático | Campeonato Asiático | Campeonato Asiático | Campeonato Asiático |
| Año                 | Lugar               | Medalla             | Categoría           |
| ------------------- | ------------------- | ------------------- | ------------------- |
| 1995                | Nueva Delhi (India) | Medalla de bronce   | –52 kg              |